# Ioupout Ier
Pour les articles homonymes, voir Ioupout.
Ioupout Ier est un roi controversé de la XXIIe dynastie. Il est roi de Thèbes en parallèle de Pétoubastis Ier vers 809 à 798 AEC.

## Généalogie
Selon Kitchen, Ioupout serait le fils de Pétoubastis Ier et le père de Sheshonq IV tandis que Frédéric Payraudeau suggère l'hypothèse que Ioupout serait un fils d'Osorkon II.

## Règne
Le règne de Ioupout est concomitant à la fin de celui de Takélot II et est parallèle à celui de Pétoubastis Ier, l'an II d'Ioupout correspondant à l'an XVI de celui de Pétoubastis. . Un an IX et un an XII sont également connu par les graffiti 244 et 245A-B retrouvés sur le toit du temple de Khonsou à Thèbes. La fin de son règne semple être chronologiquement proche de la fin de celui de Pétoubastis Ier et du début de celui de Sheshonq IV.